# Miglio
Der Miglio war als Meile ein altes sehr verschiedenes italienisches Längenmaß. 
Oft wurde er mit dem Zusatz der Region seiner Gültigkeit versehen. So gab es beispielsweise den Toskanischen, den Sizilianischen oder Neapolitanischen Miglio. Abgeleitet wurde das Maß als Teil des Meridianabstandes für ein Grad.

## Toskana
- 1 Miglio/Toskanische Meile = 2833,333 Braccii = 1653,6748 Meter
- 67,3086 Miglio = 1 Äquatorgrad
- 1 Quadrat-Miglio = 2.734.640,344155 Quadratmeter = 2,734640344155 Quadratkilometer

## Neapel
- 1 Miglio = 1000 Passi = 1855,11 Meter
- 60 Miglio = 1 Äquatorgrad
- 1 Quadrat-Miglio = 3.441.432,7 Quadratmeter = 3,441438 Quadratkilometer

## Palermo
- 1 Miglio = 45 Corde = 5760 Palmi = 1486,656 Meter = 1,486 Kilometer
- 74,8704 Miglio = 1 Äquatorgrad
- 1 Quadrat-Miglio = 2.210.146,062336 Quadratmeter = 2,210146 Quadratkilometer

## Venedig
- 1 Miglio Veneto/Venediger Meile = 1000 Passi = 1738,876 Meter
- 64,0181 Miglio Veneto = 1 Äquatorgrad
- 1 Quadrat-Miglio Veneto = 1.000.000 Quadrat-Passi = 3022,988  Quadratmeter = 3,022988 Quadratkilometer

## Mailand
- 1 Miglio Lombardo/alte Lombard Meile = 3000 Braccii = 1784,808 Meter
- 62,3682 Miglio Lombardo = 1 Äquatorgrad
- 1 Quadrat-Miglio Lombardo = 9.000.000 Quadrat-Braccii = 3.185.539,697 Quadratmeter = 3,1855396 Quadratkilometer

## Turin
- 1 Miglio = 800 Trabucchi = 2466,0768 Meter
- 45,1361 alte Piemont Miglio =1 Äquatorgrad
- 1 Quadrat-Miglio Piemont = 6.081.534,7835 Quadratmeter = 6,08153586 Quadratkilometer

Neben diesen unterschiedlichen Maßen wurde ein  einheitlicher Miglio als Land- und Seemeile (Miglio di mare) in Italien als neuer Miglio mit den Maßen
- 1 Miglio (neu) = 1000 Passi = 7000 Palmi = 1851,852 Meter (gerundet 1852 Meter)

verbreitet und  war den Seemeilen anderer Staaten gleichwertig. 60 Miglio gingen auf einem Äquatorgrad.